# Presa Kafue Gorge
La presa Kafue Gorge Upper Power Station es una central hidroeléctrica situada sobre el río Kafue, en Zambia. Tiene una potencia de 900 MW, suficiente para abastecer a 606 000 personas. Terminada en 1972, es una de las tres mayores presas del país.
La instalación se alimenta con el agua procedente del embalse de Itezhi-Tezhi, de unos 360 km², situado 260 km aguas arriba, ya que la presa de Kafue Gorge está aguas abajo de las llanuras anegadas del río Kafue, los Llanos de Kafue, situados entre las dos presas, y no puede crear un embalse lo bastante grande. Los Llanos de Kafue o Kafue Flats, tienen cierta importancia pesquera. En 1970 había cerca de 1.200 canoas de pescadores en ellas.